# 원시적 불능
원시적 불능(原始的不能, anfängliche Unmöglichkeit)은 처음부터 이행이 불능한 것을 말한다. 즉 채무의 이행이 불가능하다는 것이 채권 성립이전에 확립되어 있는 것을 말한다. 예를 들어, 소실한 가옥의 매매의 경우 그 계약에 의거한 채권은 성립되지 않는 것 등이다. 원시적 불능의 경우에는 당연히 채권이 성립하지 않는다. 따라서 그 채권의 목적으로 하는 법률행위는 무효이다. 불능이 가능하다를 결정하는 표준은 사회의 거래관념이지, 물리적 불능만이 불능은 아니다. 계약체결 후에 이행이 불가능하게 된 경우인 후발적 불능과 구별된다.

## 예
- 수 백년전에 사망한 세종대왕과의 저녁식사를 약속하는 것처럼 약속당시부터 이행이 불가능한 것

## 판례
- 부동산 매매계약에 있어서 실제면적이 계약면적에 미달하는 경우에는 그 매매가 수량지정매매에 해당할 때에 한하여 민법 제574조, 제572조에 의한 대금감액청구권을 행사함은 별론으로 하고 그 매매계약이 그 미달 부분만큼 일부무효임을 들어 이와 별도로 일반 부당이득반환청구를 하거나 그 부분의 원시적 불능을 이유로 민법 제535조가 규정하는 계약체결상의 과실에 따른 책임의 이행을 구할 수 없다.[1]

## 같이 보기
- 후발적 불능
- 위험부담

## 참고 문헌
- 신국미, 민법개정과 「원시적 불능」의 법리, 法學論叢 第21輯, 2009.2, 107-135 (29 pages), 숭실대학교 법학연구소.